# Jeanine Cicognini
Jeanine Cicognini (ur. 14 listopada 1986 w Valais, Szwajcaria) – szwajcarska badmintonistka. Uczestniczka Letnich Igrzysk Olimpijskich 2008.